# Fabienne Suter
Fabienne Suter (Sattel, 5 gennaio 1985) è un'ex sciatrice alpina svizzera.

## Biografia

### Stagioni 2001-2009
Attiva in gare FIS dal dicembre del 2000, la Suter ha fatto il suo esordio in Coppa Europa il 14 gennaio 2002 ad Arosa, senza completare lo slalom gigante in programma. Nella stagione 2002-2003 ha ottenuto il suo primo podio nel circuito continentale vincendo lo slalom gigante di Ål del 28 novembre e ha esordito in Coppa del Mondo, il 12 dicembre nello slalom gigante di Val-d'Isère (senza classificarsi), e ai Campionati mondiali, ma nella rassegna iridata di Sankt Moritz 2003 non ha concluso lo slalom gigante.
Dalla stagione 2006-2007 ha iniziato a prendere parte alla Coppa del Mondo con continuità; ai Mondiali di Åre di quell'anno ha vinto la medaglia di bronzo nella gara a squadre e si è piazzata all'11º posto nel supergigante e al 13º nello slalom gigante. Il 10 febbraio 2008 ha conquistato la sua prima vittoria, nonché suo primo podio, in Coppa del Mondo, giungendo prima a pari merito con l'austriaca Andrea Fischbacher nel supergigante di Sestriere. L'anno dopo ai Mondiali di Val-d'Isère 2009 ha ottenuto come miglior risultato il 17º posto nella discesa libera, l'11º nel supergigante e l'8º nella supercombinata; il 27 febbraio dello stesso anno ha ottenuto l'unica vittoria in Coppa del Mondo in discesa libera, a Bansko.

### Stagioni 2010-2014
Ha preso parte per la prima volta a un'edizione dei Giochi olimpici invernali a Vancouver 2010, classificandosi 5ª nella discesa libera, 13ª nel supergigante, 4ª nello slalom gigante e 6ª nella supercombinata; l'anno dopo, ai Mondiali di Garmisch-Partenkirchen 2011, si è piazzata 13ª nella discesa libera, 8ª nel supergigante e non ha completato slalom gigante e supercombinata.
L'8 gennaio 2012 ha colto a Bad Kleinkirchheim in supergigante la sua ultima vittoria in Coppa del Mondo; ai Mondiali di Schladming 2013 è stata 5ª nel supergigante e non ha concluso lo slalom gigante, mentre ai XXII Giochi olimpici invernali di Soči 2014, sua ultima presenza olimpica, si è piazzata 5ª nella discesa libera, 7ª nel supergigante e 26ª nello slalom gigante.

### Stagioni 2015-2017
Ai Mondiali di Vail/Beaver Creek 2015 è stata 9ª nella discesa libera e 22ª nel supergigante, mentre nel 2015-2016 si è classificata al 2º posto nella Coppa del Mondo di discesa libera, superata da Lindsey Vonn di 117 punti, dopo aver ottenuto fra l'altro il suo ultimo podio in carriera in Coppa del Mondo (2ª nella discesa libera di Sankt Moritz del 16 marzo).

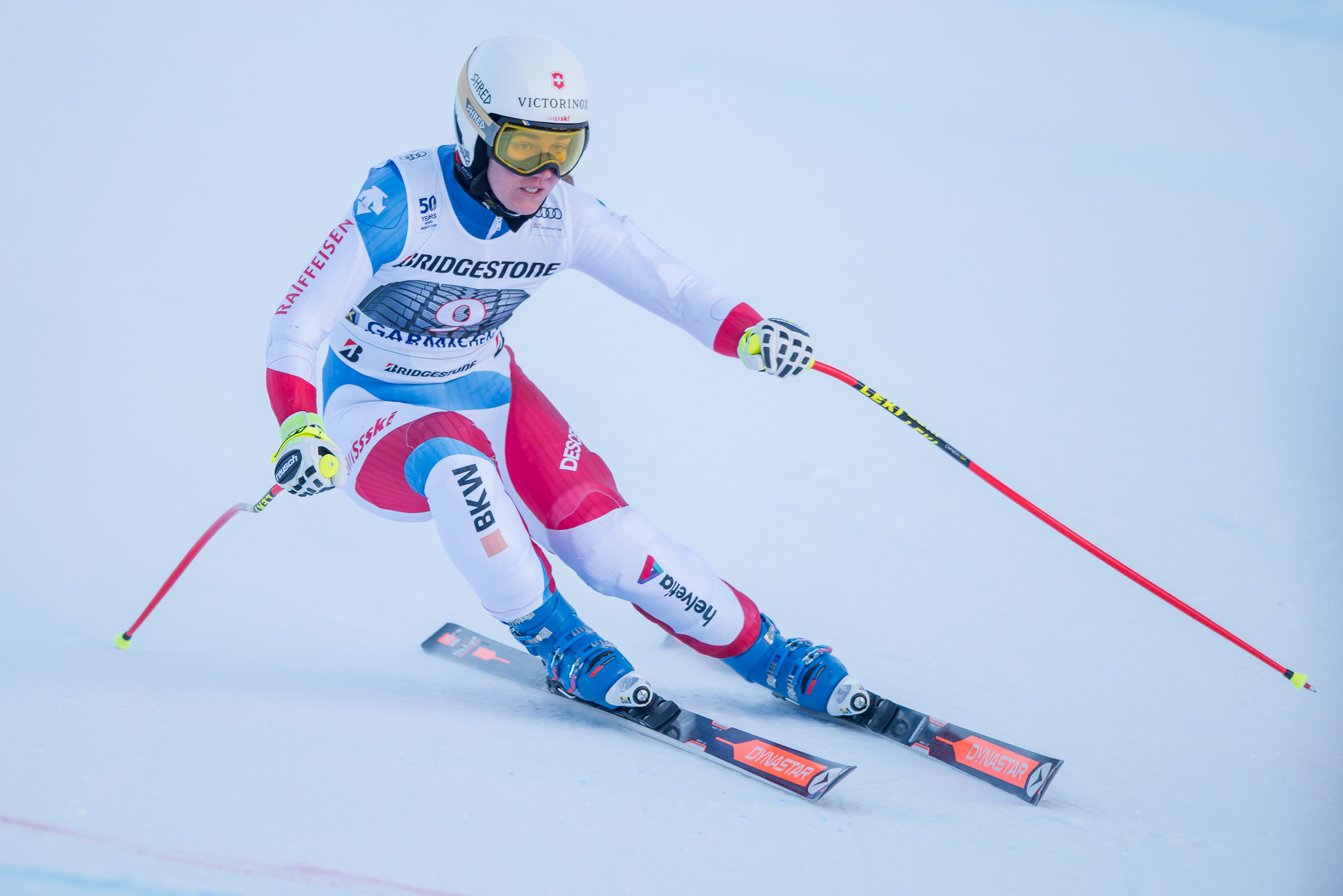
Fabienne Suter in gara a Garmisch-Partenkirchen nel 2017

Ai Mondiali di Sankt Moritz 2017, suo congedo iridato, è stata 7ª nella discesa libera. Si è ritirata al termine della stagione 2016-2017; la sua ultima gara in carriera è stata il supergigante di Coppa del Mondo disputato a Jeongseon il 5 marzo, chiuso dalla Suter al 24º posto.

## Palmarès

### Mondiali
- 1 medaglia:
  - 1 bronzo (gara a squadre a Åre 2007)

### Coppa del Mondo
- Miglior piazzamento in classifica generale: 7ª nel 2009 e nel 2010
- 20 podi (8 in discesa libera, 11 in supergigante, 1 in supercombinata):
  - 4 vittorie
  - 11 secondi posti
  - 5 terzi posti

#### Coppa del Mondo - vittorie
| Data             | Località           | Paese    | Specialità |
| ---------------- | ------------------ | -------- | ---------- |
| 10 febbraio 2008 | Sestriere          | Italia   | SG         |
| 13 marzo 2008    | Bormio             | Italia   | SG         |
| 27 febbraio 2009 | Bansko             | Bulgaria | DH         |
| 8 gennaio 2012   | Bad Kleinkirchheim | Austria  | SG         |

Legenda:

DH = discesa libera

SG = supergigante

#### Coppa del Mondo - gare a squadre
- 2 podi:
  - 1 secondo posto
  - 1 terzo posto

### Coppa Europa
- Miglior piazzamento in classifica generale: 2ª nel 2003
- 6 podi:
  - 4 vittorie
  - 2 terzi posti

#### Coppa Europa - vittorie
| Data             | Località  | Paese    | Specialità |
| ---------------- | --------- | -------- | ---------- |
| 28 novembre 2002 | Ål        | Norvegia | GS         |
| 29 novembre 2002 | Ål        | Norvegia | GS         |
| 11 febbraio 2003 | Oberwölz  | Austria  | GS         |
| 21 febbraio 2008 | Candanchú | Spagna   | GS         |

Legenda:

GS = slalom gigante

### South American Cup
- Miglior piazzamento in classifica generale: 8ª nel 2014
- 2 podi:
  - 2 secondi posti

### Australia New Zealand Cup
- Miglior piazzamento in classifica generale: 18ª nel 2008
- 2 podi:
  - 2 vittorie

#### Australia New Zealand Cup - vittorie
| Data             | Località    | Paese         | Specialità |
| ---------------- | ----------- | ------------- | ---------- |
| 30 agosto 2007   | Treble Cone | Nuova Zelanda | GS         |
| 6 settembre 2008 | Cardrona    | Nuova Zelanda | GS         |

Legenda:

GS = slalom gigante

### Campionati svizzeri
- 9 medaglie[1]:
  - 3 ori (slalom gigante nel 2003; supergigante nel 2009; discesa libera nel 2016)
  - 2 argenti (supergigante nel 2007; slalom gigante nel 2008)
  - 4 bronzi (supergigante nel 2003; slalom gigante nel 2007; slalom gigante nel 2009; slalom gigante nel 2013)